# Deborah Cox
Deborah Cox (Toronto, 1974. július 13. –) kanadai énekesnő, színésznő, dalszerző, forgatókönyvíró.

## Pályakép
Többször jelölték Juno-díjra és Grammy-díjra is. Ismertté vált erőteljes, fülledt hangú balladáival. Második albumáról (One Wish, 1998) a leghosszabb időtartamú R&B kislemeze jelent meg az Egyesült Államokban, ez 14 egymást követő héten volt a Billboard R&B Singles listája élén (Nobody’s Supposed to Be Here).
Sikeres színésznő, aki számos filmben és a Broadway-en is szerepelt. Számos kitüntetést kapott a jótékonysági aktivizmusáért.
Miamiban él.

## Lemezek
- Deborah Cox (1995)
- One Wish (1998)
- The Morning After (2002)
- Destination Moon (2007)
- The Promise (2008; Deborah Cox (1995)
- One Wish (1998)
- The Morning After (2002)
- Destination Moon (2007)
- The Promise (2008)

## Filmek
- 2020: Miss Fisher & the Crypt of Tears (forgatókönyvíró; ausztrál misztikus film)
- 2020: Influence (színész; amerikai misztikus thriller)
- 2012: Miss Fisher rejtélyes esetei (forgatókönyvíró, producer; ausztrál krimisorozat)
- 2008: Mindentől keletre (forgatókönyvíró; ausztrál drámasorozat)
- 2006: H2O: Egy vízcsepp elég (forgatókönyvíró; ausztrál tévéfilmsorozat)
- 1998: Vissza a feladónak (forgatókönyvíró; ausztrál romantikus vígjáték)

## Díjak
- 1999: Best R&B/Soul Recording
- 1998: Best R&B/Soul Recording
- 1996: Best R&B/Soul Recording